# زرکوب‌ماهی‌ها
زرکوب‌ماهی‌ها (نام علمی: Zeus) نام یک سرده از راسته زرکوب‌ماهی‌سانان است.

## گونه‌ها
این سرده در حال حاضر شامل ۲ گونه است:
- Zeus capensis  Valenciennes, 1835 (Cape dory)
- زرکوب‌ماهی جان کارل لینه،  ۱۷۵۸ (John dory)